# Сардарабад (Марказі)
Сардарабад (перс. سردراباد) — село в Ірані, у дегестані Хосров-Бейк, у бахші Міладжерд, шахрестані Коміджан остану Марказі. За даними перепису 2006 року, його населення становило 27 осіб, що проживали у складі 9 сімей.

## Клімат
Середня річна температура становить 12,30°C, середня максимальна – 31,99°C, а середня мінімальна – -11,60°C. Середня річна кількість опадів – 282 мм.
| Клімат поселення                              | Клімат поселення | Клімат поселення | Клімат поселення | Клімат поселення | Клімат поселення | Клімат поселення | Клімат поселення | Клімат поселення | Клімат поселення | Клімат поселення | Клімат поселення | Клімат поселення | Клімат поселення |
| Показник                                      | Січ.             | Лют.             | Бер.             | Квіт.            | Трав.            | Черв.            | Лип.             | Серп.            | Вер.             | Жовт.            | Лист.            | Груд.            |                  |
| Середній максимум, °C                         | 7,88             | 10,80            | 15,66            | 20,72            | 24,86            | 31,70            | 31,99            | 30,91            | 26,50            | 21,45            | 14,39            | 8,57             |                  |
| Середня температура, °C                       | −1,86            | 1,05             | 5,91             | 10,97            | 15,14            | 21,96            | 25,42            | 24,34            | 19,92            | 14,90            | 7,82             | 2,02             |                  |
| Середній мінімум, °C                          | −11,6            | −8,68            | −3,83            | 1,22             | 5,37             | 12,22            | 18,86            | 17,79            | 13,36            | 8,32             | 1,26             | −4,55            |                  |
| Норма опадів, мм                              | 43               | 35               | 48               | 39               | 34               | 7                | 1                | 1                | 1                | 9                | 24               | 40               |                  |
| Середньомісячна швидкість вітру, м/с          | 2.12             | 2.06             | 3.16             | 3.31             | 2.72             | 2.60             | 2.66             | 2.60             | 2.36             | 2.26             | 1.98             | 1.59             |                  |
| Середньомісячна сонячна радіація, кДж/м²·день | 8698             | 11997            | 14451            | 17954            | 22155            | 26775            | 25869            | 23856            | 20616            | 15081            | 10738            | 8686             |                  |
| --------------------------------------------- | ---------------- | ---------------- | ---------------- | ---------------- | ---------------- | ---------------- | ---------------- | ---------------- | ---------------- | ---------------- | ---------------- | ---------------- | ---------------- |
| Джерело:                                      |                  |                  |                  |                  |                  |                  |                  |                  |                  |                  |                  |                  |                  |